# Mateo 25

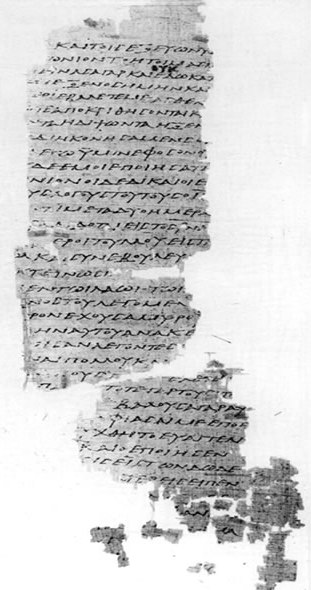
Evangelio de Mateo 25:41-46 en Papiro 45, de c. 250 d.C.

Mateo 25, vigésimo quinto capítulo del Evangelio de Mateo, continúa el Discurso del Monte de los Olivos o "Pequeño Apocalipsis" pronunciado por Jesucristo , también descrito como Discurso escatológico, que había comenzado en capítulo 24.
El teólogo estadounidense Jason Hood, escribiendo en el Journal of Biblical Literature, sostiene que capítulo 23, capítulo 24 y el capítulo 25 del Evangelio de Mateo forman el quinto y último discurso del evangelio. En su lectura, estos tres capítulos juntos "infunden de forma única la enseñanza distintiva de Jesús sobre el discipulado, la cristología y el juicio con la tensión dramática que recorre toda la trama de Mateo".

## Texto
.

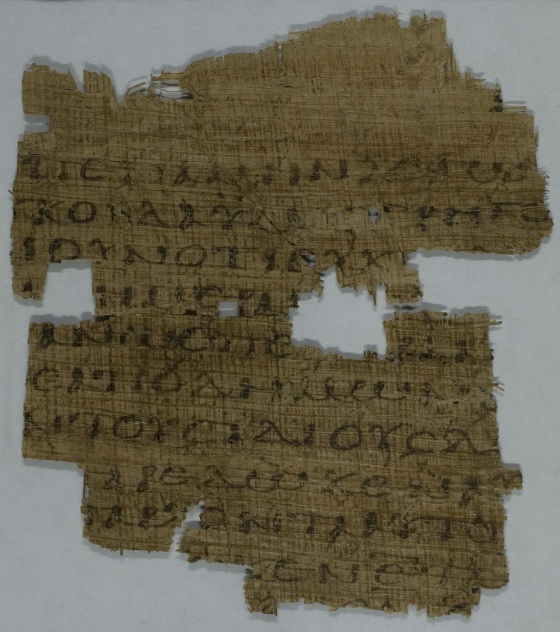
Mateo 25:12-15 en el lado recto del Papiro 35 del /

El texto original estaba escrito en griego koiné. Algunos manuscritos tempranos que contienen el texto de este capítulo son:
- Papiro 45 (~250 d. C.; se conservan los versículos 41-46)
- Papiro 35 (siglos III-IV; versículos 12-15, 20-23)
- Códice Vaticano (325-350)
- Codex Sinaiticus (330-360)
- Codex Bezae (~400)
- Codex Washingtonianus (~400)
- Codex Ephraemi Rescriptus (~450)
- Codex Purpureus Rossanensis (siglo VI)
- Codex Petropolitanus Purpureus (siglo VI; existen los versículos 7-34)
- Codex Sinopensis (siglo VI; se conservan los versículos 1-18)
- Papyrus 44 (siglos VI-VII; se conservan los versículos 8-10)

También se encuentra en citas de Ireneo (180 d. C.) en Adversus haereses.

## Contenido
Este capítulo está dividido en 46 versículos. El Papa Francisco trata este capítulo como "el 'protocolo' con el que seremos juzgados al final del mundo":

¿Cuál es el protocolo con el que el juez nos evaluará? Lo encontramos en el capítulo 25 del Evangelio de Mateo.

## Parábola de las diez vírgenes

### Versículos 1-13
Este capítulo incluye la Parábola de las diez vírgenes (versículos 1-13) y la Parábola de los talentos (versículos 14-30), ambas exclusivas de Mateo.
La Parábola de los Talentos tiene un corolario en Lucas 19:11-27.

### Comentarios
Todo el capítulo es una práctica de la doctrina del anterior capítulo. Jesucristo, con dos parábolas —de las vírgenes y de los talentos— y con la enseñanza conclusiva acerca del Juicio Final, insiste sobre la vigilancia. La parábola de las diez vírgenes -5 necias y 5 prudentes- es un ejemplo de la llamada a estar vigilantes. El Jesús dice claramente que la parábola habla del Reino de los Cielos, y la única ocasión en que la expresa en futuro. Pero no basta con esperar, también hay que actuar: 

El cristianismo no es camino cómodo: no basta estar en la Iglesia y dejar que pasen los años. En la vida nuestra, en la vida de los cristianos, la conversión primera —ese momento único, que cada uno recuerda, en el que se advierte claramente todo lo que el Señor nos pide— es importante; pero más importantes aún, y más difíciles, son las sucesivas conversiones. Y para facilitar la labor de la gracia divina con estas conversiones sucesivas, hace falta mantener el alma joven, invocar al Señor, saber oír, haber descubierto lo que va mal, pedir perdón. 

Se representa una de aquellas ruidosas y largas bodas orientales. La novia, con amigas, espera la llegada del novio con su comitiva para ser trasladada a su propia casa. En la alegoría se descubre enseguida que el «esposo representa a Jesucristo» y las vírgenes a las personas invitadas a la boda, es decir, a la «alianza esponsal de Dios con su Iglesia». No es suficiente con estar en la Iglesia, esperando sin más el juicio definitivo; hay que mantener viva la fe y las buenas obras:

Vela con el corazón, con la fe, con la esperanza, con la caridad, con las obras (…); prepara las lámparas, cuida de que no se apaguen, aliméntalas con el aceite interior de una recta conciencia; permanece unido al Esposo por el Amor, para que Él te introduzca en la sala del banquete, donde tu lámpara nunca se extinguirá.

## Parábola de los talentos

### Versículos 14-30
Parábola exclusiva de Mateo..

### Comentarios
El talento no era una moneda, sino una unidad contable que equivalía a unos treinta y cuatro kilos de plata, una gran cantidad de dinero. El Señor muestra en esta parábola la necesidad de responder a la gracia esforzándose toda la vida. Se han de hacer rendir los dones naturales y las gracias sobrenaturales recibidas de Dios. Lo importante no es la cantidad, sino la generosidad para corresponder: 

Me parece muy oportuno fijarnos en la conducta del que aceptó un talento: se comporta de un modo que en mi tierra se llama cuquería. Piensa, discurre con aquel cerebro de poca altura y decide: fue e hizo un hoyo en la tierra y escondió el dinero de su señor. ¿Qué ocupación escogerá después este hombre, si ha abandonado el instrumento de trabajo? Ha decidido irresponsablemente optar por la comodidad de devolver sólo lo que le entregaron. (…) ¡Qué tristeza no sacar partido, auténtico rendimiento de todas las facultades, pocas o muchas, que Dios concede al hombre para que se dedique a servir a las almas y a la sociedad. Cuando el cristiano mata su tiempo en la tierra, se coloca en peligro de matar su Cielo: cuando por egoísmo se retrae, se esconde, se despreocupa. El que ama a Dios, no sólo entrega lo que tiene, lo que es, al servicio de Cristo: se da él mismo. (…) ¿Tu vida para ti? Tu vida para Dios, para el bien de todos los hombres, por amor al Señor. ¡Desentierra ese talento! Hazlo productivo: y saborearás la alegría de que, en este negocio sobrenatural, no importa que el resultado no sea en la tierra una maravilla que los hombres puedan admirar. Lo esencial es entregar todo lo que somos y poseemos, procurar que el talento rinda, y empeñarnos continuamente en producir buen fruto.

## Versículos 31-46
La sección final (versículos 31-46) a veces se denomina  Las ovejas y las cabras, pero otras veces se denomina "El juicio de las naciones".

## Comentarios
La sección cita a Jesús con respecto a cómo se dice que ha dicho que todas las personas se reunirán ante él y "los separará unos de otros" con algunos que "heredarán el reino", mientras que otros que irán al "fuego eterno preparado para el diablo y sus ángeles". Se dice que Jesús dijo que la base de esta separación es si alguien:
- Dio de comer al hambriento
- Dio de beber al sediento
- Acogió al forastero
- Vistió al desnudo
- Cuidó del enfermo
- Cuidó de los presos

A las tres parábolas anteriores siguen con el anuncio del juicio del Señor. Jesús muestra con toda su magnificencia este Juicio Final, que hará entrar a todas las cosas en el orden de la justicia divina. La Tradición cristiana le da el nombre de Juicio Final, para distinguirlo del juicio particular al que cada uno deberá someterse inmediatamente después de la muerte: 

Entonces, se pondrán a la luz la conducta de cada uno y el secreto de los corazones. Entonces será condenada la incredulidad culpable que ha tenido en nada la gracia ofrecida por Dios. La actitud con respecto al prójimo revelará la acogida o el rechazo de la gracia y del amor divino.

Todas las facetas enumeradas —dar de comer, dar de beber, vestir, visitar— resultan ser obras de amor cristiano cuando al hacerlas a estos «pequeños» se ve en ellos al mismo Cristo. Es significativo el pasaje si se compara con otro anterior donde el Señor prometió que cualquiera que diera de beber sólo un vaso de agua fresca a uno de «estos pequeños por ser discípulo», no quedaría sin recompensa. De aquí la importancia de practicar las obras de misericordia —corporales y espirituales— recomendadas por la Iglesia y también la entidad que tiene el pecado de omisión.

«Acá solas estas dos que nos pide el Señor; amor de Su Majestad y del prójimo; es en lo que hemos de trabajar. Guardándolas con perfección, hacemos su voluntad (…) La más cierta señal que —a mi parecer— hay de si guardamos estas dos cosas, es guardando bien la del amor del prójimo; porque si amamos a Dios no se puede saber (aunque hay indicios grandes para entender que le amamos), mas el amor del prójimo, sí. Y estad ciertas que mientras más en éste os viereis aprovechadas, más lo estáis en el amor de Dios; porque es tan grande el que Su Majestad nos tiene, que en pago del que tenemos a el prójimo, hará que crezca el que tenemos a Su Majestad por mil maneras; en esto yo no puedo dudar.

La existencia de un castigo eterno para los condenados y de un premio eterno para los elegidos es un dogma de fe definido solemnemente por el Magisterio de la Iglesia en el IV Concilio de Letrán en el año 1215: 

Jesucristo (…) ha de venir al fin del mundo, para juzgar a los vivos y a los muertos, y dar a cada uno según sus obras tanto a los réprobos como a los elegidos: todos los cuales resucitarán con sus propios cuerpos que ahora tienen, para recibir según sus obras —buenas o malas—: aquéllos, con el diablo, castigo eterno; y éstos, con Cristo, gloria sempiterna.